# Céline Sallette

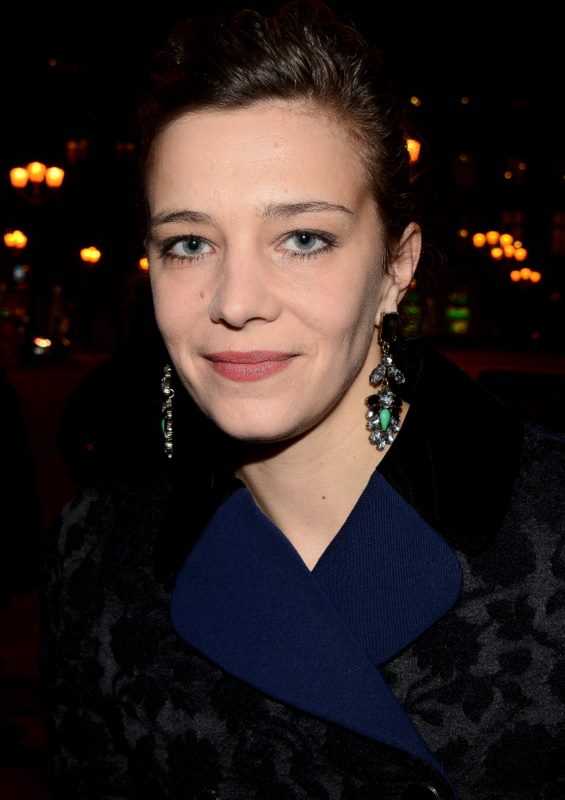
Céline Sallette (2014)

Céline Sallette (* 25. April 1980 in Bordeaux) ist eine französische Schauspielerin und Regisseurin.

## Leben
Céline Sallette begann 1999 mit einem Studium der Bildenden Künste, bevor sie 2000 zum Theater wechselte. Dazwischen verbrachte sie ein Praxissemester beim Théâtre du Soleil. 2003 trat sie dem Conservatoire national supérieur d’art dramatique bei. Auf der Leinwand debütierte sie in dem 2004 veröffentlichten und von Philippe Garrel inszenierten Filmdrama Unruhestifter (Les amants réguliers) an der Seite von Louis Garrel und Clotilde Hesme. Bei der Verleihung des französischen Filmpreises César 2012 war sie für die Rolle im Filmdrama Haus der Sünde als Beste Nachwuchsdarstellerin nominiert.
Mit dem Spielfilm Niki de Saint Phalle, eine biografische Darstellung der Künstlerin Niki de Saint Phalle, trat Sallette erstmals auch als Regisseurin in Erscheinung. Der Film hatte seine Weltpremiere am 23. Mai 2024 in der Sektion „Un Certain Régard“ der Internationalen Filmfestspiele von Cannes 2024.

## Filmografie (Auswahl)

### Als Schauspielerin
- 2005: Unruhestifter (Les amants réguliers)
- 2006: Marie Antoinette
- 2007: Die Kammer der toten Kinder (La chambre des morts)
- 2009: Lehrjahre der Macht (L’école du pouvoir)
- 2010: Femme de personne (Kurzfilm)
- 2010: Hereafter – Das Leben danach (Hereafter)
- 2011: Allein gegen den Staat (Dans la tourmente)
- 2011: Avant l’aube
- 2011: Ein brennender Sommer (Un été brûlant)
- 2011: Haus der Sünde (L’Apollonide (souvenirs de la maison close))
- 2012: Der Geschmack von Rost und Knochen (De rouille et d’os)
- 2012: Ici-bas
- 2012: Le capital
- 2012–2015: The Returned (Les Revenants, Fernsehserie, 16 Folgen)
- 2013: Meine Seele für deine Freiheit (Mon âme par toi guérie)
- 2013: Ein Schloss in Italien (Un château en Italie)
- 2014: Der Unbestechliche – Mörderisches Marseille (La French)
- 2014: Geronimo
- 2014: Un voyage
- 2014: Vie sauvage
- 2015: Ich wünsche dir ein schönes Leben (Je vous souhaite d’être follement aimée)
- 2015: The Mad Kings (Les rois du monde)
- 2015: Tsunami
- 2016: Saint Amour – Drei gute Jahrgänge (Saint Amour)
- 2016: Ceasefire (Cessez-le-feu)
- 2017: Miss Mobbing (Corporate)
- 2017: Die Macht des Bösen (The Man with the Iron Heart)
- 2017: Golden Years (Nos années folles)
- 2018: Ein Volk und sein König (Un peuple et son roi)
- 2019: Magari
- 2019: Mais vous êtes fous
- 2019: Une belle équipe
- 2019: Magari
- 2019: Vernon Subutex (Fernsehserie, 9 Folgen)
- 2020: Rouge
- 2020: La Flamme (Fernsehserie, 6 Folgen)
- 2020: Infiniti (Fernsehserie, 6 Folgen)
- 2021: Les fantasmes
- 2021: L’amour flou (Fernsehserie, 2 Folgen)
- 2022: Tropique de la violence
- 2022: Brillantes
- 2023: Les algues vertes

### Als Regisseurin
- 2024: Niki de Saint Phalle (Niki)

## Auszeichnung (Auswahl)
- 2012: César-Nominierung als Beste Nachwuchsdarstellerin für Haus der Sünde
- 2013: Romy-Schneider-Preis